# Taylor Hendricks
Taylor Hendricks (* 22. November 2003 in Fort Lauderdale) ist ein US-amerikanischer Basketballspieler.

## Werdegang
Als Schüler und Basketballspieler an der Calvary Christian Academy in seiner Heimatstadt Fort Lauderdale erhielt Hendricks Angebote mehrerer namhafter Hochschulen wie der University of Florida, der Florida State University und der Louisiana State University. Er entschied sich wie sein Bruder Tyler zum Wechsel an die in der Stadt Orlando gelegene University of Central Florida (UCF) und war dort in seiner ersten und einzigen Saison Stammspieler sowie Leistungsträger. Hendricks bestritt während des Spieljahres 2022/23 eine Gesamtanzahl von 33 Einsätzen, für die er ausnahmslos in die Anfangsaufstellung berufen wurde. Er führte die Mannschaft der University of Central Florida in mehreren statistischen Wertungen an, darunter Punkte (15,3), Rebounds (6,9) und geblockte gegnerische Würfe (1,8) je Begegnung.
Im März 2023 stand fest, dass Hendricks die Hochschule vorzeitig verlassen und sich beim Draftverfahren der National Basketball Association (NBA) einschreiben würde. Ihm wurden gute Aussichten eingeräumt, dort unter den ersten zehn Spielern aufgerufen zu werden, unter anderem dank seiner Stärken in der Verteidigung Er wurde letztlich an neunter Stelle von den Utah Jazz ausgewählt.
Nach einer überzeugenden Rookiesaison startete Hendricks mit Vorschusslorbeeren in die Saison 2024/25. Am 28. Oktober 2024 rutschte Hendricks im dritten Saisonspiel gegen die Dallas Mavericks ohne Fremdeinwirkung zu Boden und verdrehte sich das rechte Bein. Es wurden ein Bruch im rechten Wadenbein sowie ein ausgekugelter Knöchel festgestellt, womit Hendricks für den Rest der Saison ausfällt.

## Karriere-Statistiken

### NBA

#### Hauptrunde
| Saison  | Team   | GP | GS | MPG  | FG % | 3P % | FT % | RPG | APG | SPG | BPG | PPG |
| ------- | ------ | -- | -- | ---- | ---- | ---- | ---- | --- | --- | --- | --- | --- |
| 2023–24 | Utah   | 40 | 23 | 21.4 | .450 | .379 | .793 | 4.6 | 0.8 | 0.7 | 0.8 | 7.3 |
| 2024–25 | Utah   | 3  | 3  | 25.0 | .222 | .250 | .750 | 5.0 | 0.7 | 1.7 | 1.3 | 4.7 |
| Gesamt  | Gesamt | 43 | 26 | 21.7 | .434 | .368 | .788 | 4.7 | 0.8 | 0.8 | 0.8 | 7.1 |